# Pierre-Louis-Charles-Constance Hanoteau
Pierre-Louis-Charles-Constance Hanoteau, francoski general, * 5. maj 1888, † 4. maj 1974.